# Соломоречье
Соломоречье (бел. Саламарэ́чча) — деревня в Минском районе Минской области Белоруссии. В составе Юзуфовского сельсовета.

## География
Расположена на дороге Н9005, недалеко МКАД 2.

### Гидрография
На берегу реки Чернявка.

## Этимология
Название Соломоречье от названия реки Соломоречи (Соломереча), ныне «Чернявка», которая балтского происхождения, двухосновная.
Первая основа Sal- связана с литовским salti «помалу течь», прусским salus «дождевой ручей». От корня *sel- / sal-, от которого также литовские гидронимы типа Salantas, Sal-upis, Sėliupis, латвийские Salaca, Sal-upe, Sēlīte, также балтские гидронимы на Павочье типа Салона, Села, Селна.
Вторая основа Merk- от литовского merkti «мочить, замачивать; сильно лить (о дожде)», от чего литовские гидронимы типа Merkys «(река) Мероч».
Недалеко от течения реки Соломаречи также реки с балтскими названиями Вяча (в неё Соломареча втекает), Цна, Усяжа, Удра, Гуйка.

## История
28 июня 2013 года деревня Соломоречье передана из Папернянского сельсовета в Юзуфовский сельсовет.

## Население

### Численность
- 2009 год — 82 человек

### Динамика
- 1999 год — 103 человек (перепись населения)
- 2009 год — 82 человек (перепись населения)

## Достопримечательность
- Фрагменты усадьбы

### Утраченное наследие
- Свято-Покровская церковь

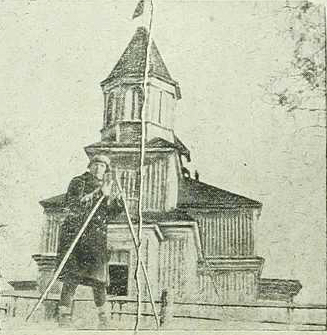
Покровская церковь, 1930 г.
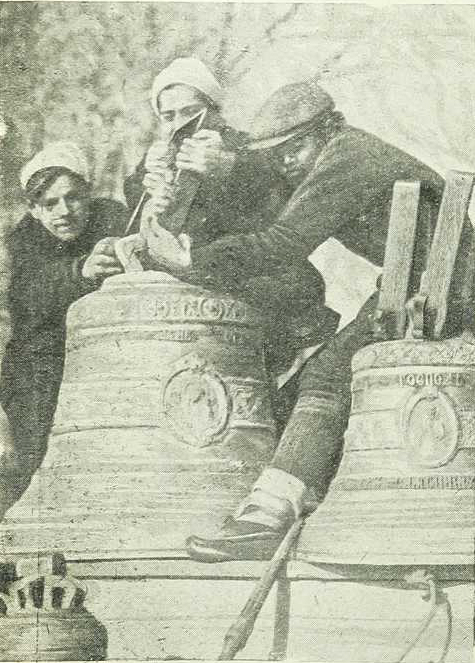
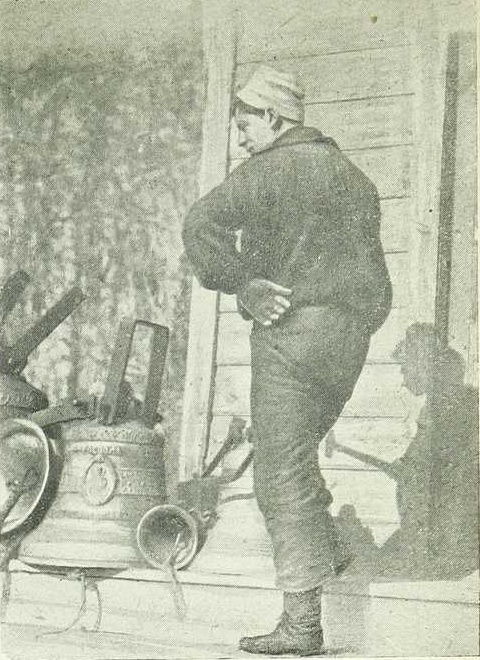
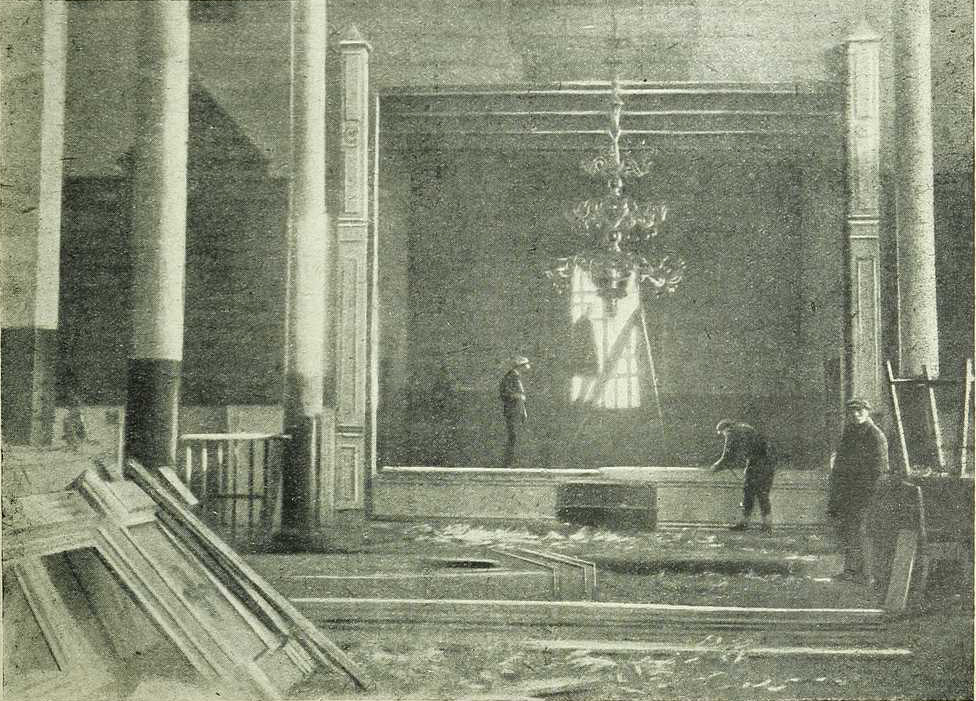
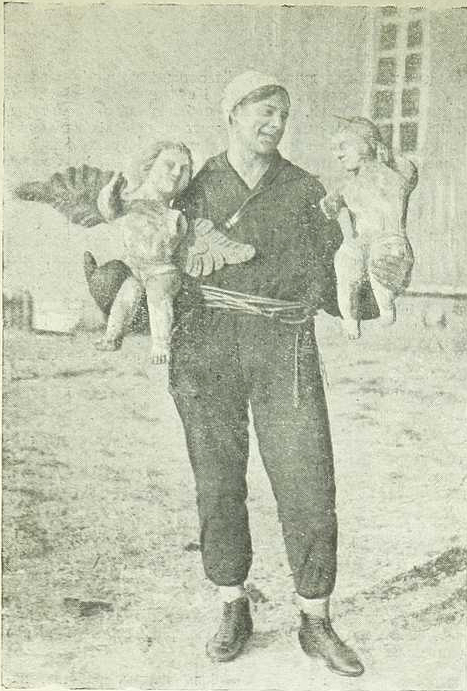
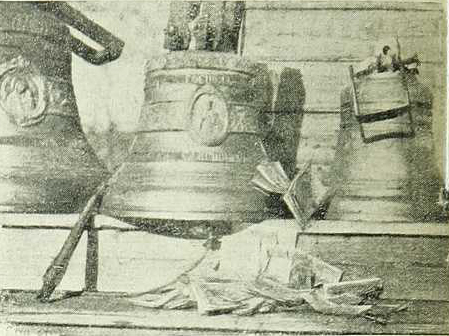
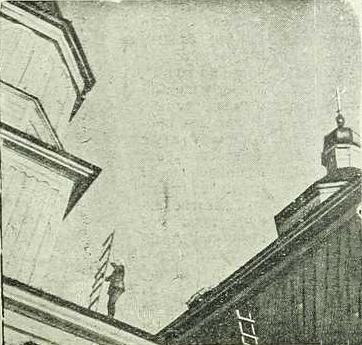